# Пролетер (футбольный клуб, Зренянин)
«Пролетер» (серб. ФК Пролетер Зрењанин) — бывший сербский футбольный клуб из города Зренянин, в Средне-Банатском округе автономного края Воеводина. Клуб основан в 1947 году, прекратил существование в 2005 году, домашние матчи проводил на стадионе «Караджордже», вмещающем 18 700 зрителей.

## История
Клуб основан в 1947 году. В 1997 году команда дебютировала в еврокубках, в Кубке Интертото против израильского «Маккаби» из Хайфы (4:0). Однако, в трёх оставшихся матчах группового этапа югославский клуб потерпел два поражения и один раз сыграл вничью, и, заняв 4-е место в группе, не смог продолжить борьбу за путёвку в Кубок УЕФА. 25 января 2006 года клуб объединился с командой «Будучность» из села Банатски-Двор в один клуб «Банат» Зренянин. Домашний стадион «Пролетера» «Караджордже» стал базой для объединенного клуба.

## Выступления клуба в еврокубках
| Сезон | Турнир          | Раунд  | Страна        | Клуб                        | Счёт | Д/г |
| ----- | --------------- | ------ | ------------- | --------------------------- | ---- | --- |
| 1997  | Кубок Интертото | Группа | Флаг Израиля  | Маккаби (Хайфа)             | 4:0  | д   |
| 1997  | Кубок Интертото | Группа | Флаг России   | Локомотив (Нижний Новгород) | 0:1  | г   |
| 1997  | Кубок Интертото | Группа | Флаг Словении | Публикум (Целе)             | 0:0  | д   |
| 1997  | Кубок Интертото | Группа | Флаг Турции   | Антальяспор                 | 0:1  | г   |